# Foy Draper
Foy Draper (Georgetown, 26 november 1911 - Kasserine, 1 februari 1943) was een Amerikaans atleet, die zich had toegelegd op de sprint. Hij nam eenmaal deel aan de Olympische Spelen en veroverde bij die gelegenheid één gouden medaille.

## Loopbaan
Draper won tijdens de Olympische Spelen van 1936 de gouden medaille op de 4 x 100 m estafette in een wereldrecord. Dit record bleef twintig jaar staan.
Draper diende tijdens de Tweede Wereldoorlog bij US Air Force, waarbij hij piloot was van een A20-B gevechtsvliegtuig. Tijdens de Slag om de Kasserinepas in het huidige Tunesië steeg hij met zijn vliegtuig op en keerde niet meer terug. Hij is begraven op een speciale begraafplaats in Carthago, Tunesie.

## Titels
- Olympisch kampioen 4 × 100 m estafette - 1936

## Persoonlijk record
| Onderdeel | Prestatie | Datum |
| --------- | --------- | ----- |
| 100m      | 10,3 s    | 1932  |

## Belangrijkste prestaties

### 4 x 100 m
| Jaar | Wedstrijd | Plaats | tijd    |
| ---- | --------- | ------ | ------- |
| 1936 | OS        | Goud   | 39,8 WR |

1912: Jacobs, Macintosh, d'Arcy, Applegarth ·
1920: Paddock, Scholz, Murchison, Kirksey ·
1924: Clarke, Hussey, Leconey, Murchison ·
1928: Wykoff, Quinn, Borah, Russell ·
1932: Kiesel, Toppino, Dyer, Wykoff ·
1936: Owens, Metcalfe, Draper, Wykoff ·
1948: Ewell, Wright, Dillard, Patton ·
1952: Smith, Dillard, Remigino, Stanfield ·
1956: Murchison, King, Baker, Morrow ·
1960: Cullmann, Hary, Mahlendorf, Lauer ·
1964: Drayton, Ashworth, Stebbins, Hayes ·
1968: Greene, Pender, Smith, Hines ·
1972: Black, Taylor, Tinker, Hart ·
1976: Glance, Jones, Hampton, Riddick ·
1980: Moeravjov, Sidorov, Prokofjev, Aksinin ·
1984: Graddy, Brown, Smith, Lewis ·
1988: Bryzgin, Krylov, Moeravjov, Savin ·
1992: Marsh, Burrell, Mitchell, Lewis ·
1996: Esmie, Gilbert, Surin, Bailey ·
2000: Drummond, Williams, Lewis, Greene ·
2004: Gardener, Campbell, Devonish, Lewis-Francis ·
2008: Bledman, Burns, Callender, Thompson ·
2012: Carter, Frater, Blake, Bolt ·
2016: Powell, Blake, Ashmeade, Bolt ·
2020: Desalu, Jacobs, Patta, Tortu ·
2024: Brown, Blake, Rodney, De Grasse